# Francesco Boncompagni
Francesco Boncompagni (ur. 21 stycznia 1592 w Sorze, zm. 9 grudnia 1641 w Neapolu) – włoski kardynał.

## Życiorys
Urodził się 21 stycznia 1592 roku w Sorze, jako syn Giacoma Boncompagniego i Costanzy Sforzy di Santa Fiore. Studiował na Uniwersytecie Bolońskim, gdzie uzyskał doktorat utroque iure, a następnie został klerykiem w Neapolu i referendarzem Trybunału Obojga Sygnatur. 19 kwietnia 1621 roku został kreowany kardynałem diakonem i otrzymał diakonię Sant’Angelo in Pescheria. Rok później został mianowany legatem w Perugii i Umbrii. 11 lipca 1622 roku został wybrany biskupem Fano, a w kolejnym roku przyjął sakrę. W 1626 roku został arcybiskupem Neapolu. 6 lutego 1634 roku został podniesiony do rangi kardynała prezbitera i otrzymał kościół tytularny Santi Quattro Coronati. Zmarł 9 grudnia 1641 roku w Neapolu.